# Ilenuța
Ilenuța è un comune della Moldavia situato nel distretto di Fălești di 1.574 abitanti al censimento del 2004